# Перша Київська сотня ОУН імені Євгена Коновальця
Перша Київська сотня ОУН імені Євгена Коновальця була створена у День Злуки 22 січня 2014 р. на Революційному Майдані. Тоді під час буремних подій зібралися активісти ОУН та Комітету Визволення Політв'язнів, до них приєдналися ще декілька позаорганізаційних націоналістів, і в зв'язку з тими революційними подіями, які відбувалися в Києві та по всій Україні, було прийнято рішення про створення сотні.. 

## Революція Гідності
Сотенним було обрано члена ОУН і голову КВП  Миколу Коханівського  "Буревія" , своїми заступниками друг "Буревій" призначив Тараса Юрківа "Скибу" та Андрія Пастушенка "Сивого". В той де день було встановлено перший намет сотні біля КМДА. Також 22.01.2014 р. новостворена Перша Київська сотня ОУН імені Євгена Коновальця видала маніфест, який оголошував про створення сотні для "захисту Революції від «беркуту», тітуханів та іншої янучарської наволочі".  
За день було видано наказ про запровадження в підрозділі сухого закону і підтримання військової дисципліни. Згодом сотня визначилася з символікою, яка об`єднала в собі синьо-жовті кольори української державності та червоно-чорні кольори Української Революції. 
Від часу створення до самої перемоги Революції Гідності бійці сотні чергували на барикадах, ходили в нічні рейди, брали участь у боях з «беркутом» та тітушками.

### Бої 18 лютого 2014 року
```
18 лютого 2014 року Перша Київська сотня ОУН ім. Євгена Коновальця разом з усім Майданом вийшла на марш проти прийняття диктаторських законів. Але в Маріїнському парку почалися бої, спровоковані «беркутом» та привезеною владою групою злочинців під назвою «Антимайдан». Після декількох годин протистояння і боїв «беркут» під прикриттям снайперів перейшов в атаку і почав бити й розстрілювати майданівців. Сотенний "Буревій" віддав наказ про відступ на Майдан. На жаль, не всі встигли відступити, у полон потрапив боєць сотні друг «Скіф». ОУНівець «Скіф» був люто катований тітушками і «беркутом», зрештою, його непритомного вивезла швидка, з якої він також втік, позаяк небезпідставно підозрював, якщо його завезуть до лікарні, то там його знову видадуть «беркуту».
[
12
]
```

Тут варто згадати, що до полону тітушок в інший день потрапила журналістка сотні Оксана Єпішина: її вдарили по голові та непритомну вивезли до лісу. Оксану врятувало лише те, що при обшуку у неї знайшли акредитацію журналіста до Верховної Ради, тому побоялися розголосу і просто покинули її в лісі. І також варто згадати про відомий випадок викрадення Ігоря Луценка та Юрія Вербицького з Олександрівської лікарні. Козаків вивезли до лісу і довго катували. Юрія Вербицького, на жаль, вбили, він став першим героєм «Небесної сотні. Ігорю Луценку пощастило вижити. На той момент Ігор був координатором Комітету Визволення Політвя`знів, а згодом долучився до Першої Київської сотні ОУН імені Євгена Коновальця як волонтер. У серпні 2014 друг Ігор став бійцем новоутвореного добробату ОУН. Після боїв в Маріїнському та повернення сотні на Майдан сотенний «Буревій» віддав наказ зайняти КМДА, яку перед тим на вимогу Януковича здала рада майдану. КМДА зайняли, у ньому знову запрацював шпиталь, почали повертатися на перепочинок бійці Майдану.
Ввечері, трохи перепрочивши після бою, бійці сотні на чолі з командирами «Буревієм», «Скибою» та «Сивим» знову вирушили від своїх наметів біля КМДА до палаючих барикад Майдану, щоби захищати волю України. І всю ніч до ранку билися. На барикадах сотенний «Буревій» був поранений у той день і в ту ніч вісім разів. У цьому бої друг «Скиба» проявив себе як талановитий командир підрозділу, який брав участь у бою та одночасно проявляв стратегію бою, що дало можливість понести якомога менше втрат серед бійців та завдати удару ворогу.

## Діяльність після перемогиРеволюції Гідності, участь вАТО

### Звільнення політв'язнів, підготовка до війни
Після перемоги Революції Гідності Верховна рада під тиском Майдану прийняла закон про звільнення усіх політв'язнів по списку КВП. Це був безпрецедентний випадок, система шалено опиралася, але, зрештою, на волю вийшли всі, хто був у списку Комітету Визволення Політв`язнів.
Командування сотні відразу ж після перемоги Революції розпочало підготовку бійців до майбутньої московсько-української війни, яка незворотньо насувала. Закуповувалася необхідна для ведення бойових дій амуніція та легальна зброя, волонтери допомагали з транспортом та квадракоптерами. Також не припинялася мобілізація бійців до лав сотні. Відбулося декілька тактично-ідеологічних вишколів на вишкільній базі в Капітанівці.
Також у травні 2014 р. запрацював вишкільний центр для підготовки бійців Першої Київської сотні ОУН в Ніжині, командиром центру сотенний друг «Буревій» призначив друга « Робінгуда».
Весь час після Революції бійці сотні були задіяні в усіх політичних процесах, які тоді відбувалися в Києві. Знаковою подією було пікетування ВР з вимогою звільнення політв'язнів, яке очолив командир майданівської сотні Ігор Криворучко «Октан». Тоді ледь вціліли двері ради, і як результат - закон про звільнення політв`язнів було більшістю голосів проголосовано. 
В березні 2014 року сотенний Микола Коханівський був делегований від громадськості Майдану до Тимчасової слідчої комісії Верховної Ради України щодо загибелі Олександра Музичка - "Сашка Білого".  Однак у зв'язку з саботажем представників "Об'єднаної опозиції" в складі ТСК, ніякого результату від роботи тимчасової слідчої комісії не було. 
Гучним виявився виїзд бійців сотні до Мартусовської колонії, щоби звільнити Народного героя Віталія Запорожця. Тоді довелося навіть озвучити ультиматум владі: якщо не відпустять політв'язня відповідно до прийнятого закону ВР, то запалають усі суди, що були відомі своїми злочинними вироками майданівцям. Система прогнулася, і Віталій вийшов на свободу. Одразу після виходу Віталій Запорожець разом з побратимами поїхав на Майдан і подякував повсталому народу за звільнення.
Не менш гучною була акція сотні біля  Лук'янівського СІЗО, коли звільняли «групу Підлісного» - майданівців, відомих тим, що створили певну інженерну конструкцію для захисту барикад на Грушевського, за що їх і було затримано та засуджено. Тоді сотенний друг «Буревій» висунув ультиматум керівництву СІЗО, що відмовлялося звільняти по прийнятому Верховною радою закону про політв'язнів, посилаючись на те, що цей закон є просто політичним рішенням і не має юридичної сили. На це «Буревій» заявив: якщо політв'язнів до вечора не відпустять, то він на чолі сотні піде на штурм СІЗО і звільнить козаків. «Групу Підлісного» того вечора відпустили, активісти дочекались їх під стінами Лук`яніського СІЗО.
У березні 2014 р. бійцями Першої Київської сотні ОУН ім. Євгена Коновальця у Маріїнському парку було демонтовано пам'ятник "героям жовтневої революції". 
9 травня 2014 року Перша Київська сотня ОУН разом з іншими патріотичними організаціями взяла участь в патрулюванні Києва по вул. Мазепи та вул. Лаврській, в результаті чого були зірвані провокації ватників та колаборантів. Не всі колаборанти в той день неушкодженими дістались додому.  

### Участь в АТО
Відчайдушним виявився виїзд розвідувальної групи до вже практично захопленого колаборантами Донецьку напередодні Великодня 2014 року. Тоді відзначились друг «Буревій», друг «Сивий», друг «Експерт» та друг «Білий». Дякувати Богу, завдання було успішно виконано, всі повернулися живими та без втрат. 23 травня 2014 року перший рій сотні виїхав на Схід і долучився до добробату "Азов". 30 травня 2014 до «Азову» вже поїхала ціла чота ОУНівців на чолі з чотовим другом «Сивим». Бійці сотні брали участь у звільненні Маріуполя. Весь цей час після перемоги Революції аж до 9 серпня 2014 року на Майдані стояло близько десяти ОУНівських наметів, де проводилася мобілізація, збиралася волонтерська допомога для фронту.  Вже з липня місяця бійці сотні починають називати себе бійцями Батальйону ОУН. Сотенний «Буревій» з березня 2014 р. намагався легалізувати підрозділ в лавах Збройних Сил України, щоби пройти вишкіл, отримати зброю і єдиним підрозділом, що сформувався ще на Майдані, зі своїми командирами виїхати на фронт. Це була єдина вимога бійців і командирів сотні – щоби не розформовували підрозділ, побратимство якого було освячене в боях на барикадах. Держава категорично відмовлялася йти назустріч, тому ОУНівці самі почали мобілізуватися, вишколюватися і виїжджати на фронт.
31 липня 2014 р. Ніжинська міська рада призначає сотенного «Буревія» командиром Зведеного батальйону територіальної оборони м. Ніжина і наказує йому приступити до своїх обов'язків з захисту держави. Це рішення було прийняте Ніжинською радою тому, що на терені Ніжина вже декілька місяців діяв Вишкільний центр сотні, і дуже багато волонтерів долучилися до допомоги бійцям, що їхали на фронт. Тому визнання держави у такий спосіб також було суттєвим. У цей же день друг Буревій підписує наказ про офіційний виїзд бійців ЗБТО м. Ніжина "Батальйону ОУН" на фронт.
1 серпня 2014 р. перший новоутворений підрозділ "Батальйону ОУН" виїжджає на Схід, де долучається до ДУК ПС і бере участь у декількох бойових операціях в складі ДУК ПС, зокрема, у звільненні Савур-Могили та Степанівки.
7 серпня 2014 р. влада почала остаточну зачистку Майдану. На Майдані до того часу перебували майданівці, щоб контролювати владу, яка вже займала позицію внутрішнього окупанта і вчиняла колоборантські дії. Міліція, підсилена беркутом, почала примусово розганяти протестувальників, зносились намети, розбирали залишки барикад. 
9 серпня 2014 р. невелика кількість бійців сотні, яка залишалась ще в наметах на Майдані, прийняли рішення уходити з Майдану, їхати на вишкіл і потім на фронт. На знак протесту і непокори перед внутрішнім окупантом бійці підпалили декілька власних наметів і покинули Майдан. 
12 серпня 2014 р. в результаті внутрішньої ротації ОУНівський підрозділ відокремлюється від ПС, передислокується в с. Тоненьке.
14 серпня 2014 р. ОУНівці займають бойові Позиції в селищі Піски Ясинуватського району Донецької області і стають окремим бойовим підрозділом під назвою  «Батальйон ОУН».